# Општина Бухочи (Бакау)
Бухочи (рум. Buhoci) општина је у Румунији у округу Бакау.
Oпштина се налази на надморској висини од 148 m.